# Euterpe
För andra betydelser, se Euterpe (olika betydelser).

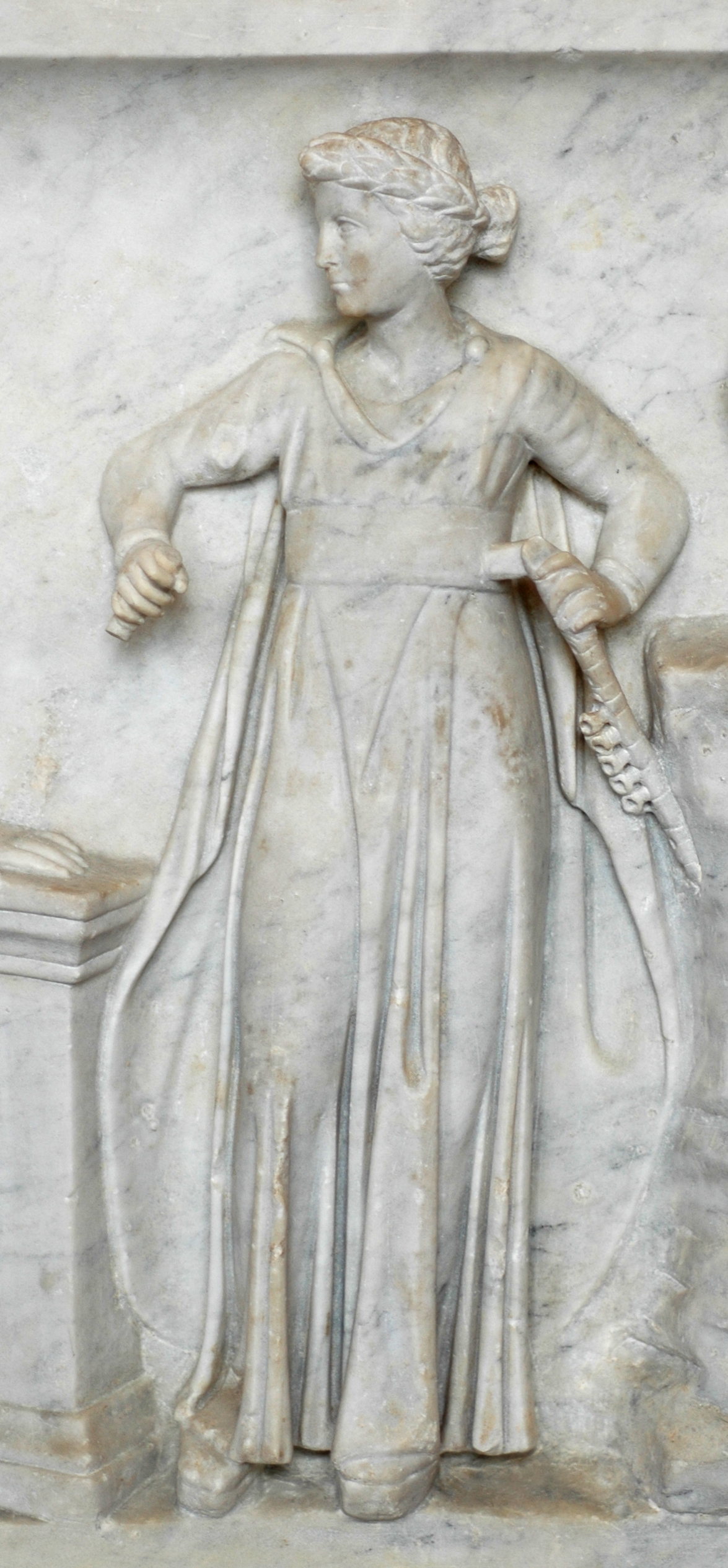
Euterpe avbildad på en sarkofag från 100-talet.

Euterpe, grekiska Ευτέρπη, var i grekisk mytologi musikens musa. Hon förknippades särskilt med flöjtspelandet.